# Tolna, North Dakota
Tolna är en ort i Nelson County, North Dakota, USA.